# Bódy Gergely
Bódy Gergely, ismertebb nevén Bódy Gergő (Budapest, 1979. október 29. –) magyar műsorvezető-riporter, újságíró.

## Életpályája
2005-ben az ELTE Bölcsészettudományi Karán magyar szakon, 2006-ban a Színház- és Filmművészeti Egyetem tévés műsorvezető-rendező szakán szerzett diplomát az utolsó Vitray Tamás-Horváth Ádám osztályban. Korábban öt évig növendéke volt a Magyar Rádió – azóta megszűnt – gyermekstúdiójának, és tíz éven keresztül járt Földessy Margit Színjáték- és Drámastúdiójába. Gyerekszínészként játszott amatőr és profi társulatok előadásaiban (Katona József Színház, Komédium), szerepelt közel 150 rádiójátékban, televíziós sorozatokban (Kisváros, Szomszédok), magyar és külföldi filmekben, és a mai napig szinkronizál.
A tévés műsorvezető szak elvégzését követően indul életének médiához köthető része. 2006-2008-ig az akkori Magyar Televízió (MTV) egyik ifjúsági műsorának műsorvezetője, és a Magyar Rádió internetes hírportáljának hírszerkesztője. 2008-ban a dél-amerikai Uruguayban tölt egy évet, egy ottani dokumentumfilmes cég rendezőasszisztenseként, innen ered felsőfokú spanyol nyelvtudása. Hazaérkezése után rövid ideig az RTL Klub munkatársa, az Éjjel-nappal Budapest című dokureality rendezőjeként, 2011 óta pedig - immáron tehát több mint 10 éve - a Klubrádió műsorvezetője, egy délelőtti magazinműsor és egy betelefonálós, közéleti műsor házigazdájaként. 
Alapító tagként 2003 óta a saját, belvárosi színházzal rendelkező Momentán Társulat interaktív improvizációs estjeinek műsorvezetője, rendezvények, gálák, konferenciák, díjátadók moderátora, és több mint 190 esküvővel a háta mögött az ország egyik legkeresettebb esküvői műsorvezetője (ceremóniamestere).

## Szerepei filmekben, sorozatokban
- Kisváros (akciófilm-sorozat, 1993-2001): Tamás (5 részben) / Gábor (1 részben) / Boldizsár Ákos (1 részben)
- Szomszédok (teleregény, 1987-1999): Vendég a kávézóban (3 részben)
- Friss levegő (2006): További szereplő
- Pozitív sokk (magyar dokumentumfilm, 2009): Riporter
- Coming out (2013): Tini srác a rádióban

## Szinkronszerepei sorozatokban
- Különleges ügyosztály : Az eltörölt múlt: Jason Sloan – Nathan Wetherington
- Parker Lewis sohasem veszít: Jerry Steiner - Troy W. Slaten
- Az ígéret földje: Josh Greene - Austin O’Brien
- Hetedik mennyország (2. szinkron): Kevin Kinkirk (1. hang) - George Stults / Chandler Hampton - Jeremy London
- Medicopter 117 – Légimentők: Ingo (117) - Florian Heiden
- Szívek szállodája: Tristin Dugray (1. hang) - Chad Michael Murray / Brian Fuller (2. hang) - John Cabrera
- Az igazság napja: Andrew Novelli - Brandon Davis
- Kachorra – az ártatlan szökevény: Santi Guerrero - Nicolás Mateo
- Vadmacska: Imanol Lander - César Román Bolívar
- A Narancsvidék: Zach Stevens - Michael Cassidy
- A vadmacska új élete: Frank - Daniel Habif
- Point Pleasant – Titkok városa: Terry Burke - Brent Weber
- Szerelmes Anna: Jannick Juncker - Mike Adler
- Glee – Sztárok leszünk!: Henri St. Pierre - John Lloyd Young
- A szépség és a szörnyeteg: Darius Bishop - Christian Keyes
- Dr. Csont : Izzó féltékenység: Randy Siminoff – Alastair James
- Gyilkos ügyek: Ricky Raydor – Ryan Kennedy
- Brown atya : A harangok szava  – Jamie Cheeseman, Jordan Metcalfe

## Szinkronszerepei filmekben
- Életünk legszebb évei: Rob Stephenson - Michael Hall
- A nagy vakáció: További hang
- Vadnyugati kalandorok: További hang
- Salò, avagy Szodoma 120 napja: További hang
- Mérges shaolinok: További hang
- Superman (2. szinkron): Non - Jack O'Halloran
- Apósok akcióban (2. szinkron): Kocsifestő
- Egy fiú, egy lány: További hang
- A lélekdoktor: Jacques - Jean-Pierre Darroussin
- Stephen King - Cujo: Brett Camber - Billy Jayne
- Johnny DeVeszélyes: Tolvajkölyök az állatboltban
- Karate kölyök (1984) (3. szinkron): Bobby Brown - Ron Thomas
- Démonok 2.: Joe - Pascal Persiano
- Karate kölyök 2. (2. szinkron): Bobby Brown - Ron Thomas
- Botcsinálta tanerő: Alan Eakian - Richard Steven Horvitz
- Bunyó háromkor: Jerry Mitchell - Casey Siemaszko
- Istenek fegyverzete: Pincér
- A halál angyala: További hang
- Mentősök (2. szinkron): Uptown - George Newbern
- Született július 4-én (2. szinkron): További hang
- V. Henrik (1. szinkron): Fiú - Christian Bale
- Uranus: Pierre - Hervé Rey
- Delicatessen (2. szinkron): További hang
- Holtpont (2. szinkron): Roach - James LeGros
- Rémséges mesék: Jason - Robin Roberts
- Tranzit a mindenhatóhoz: Steve - Ethan Embry
- Maktub, a sivatag törvénye (2. szinkron): Johnson - Richard Buckingham
- A gyilkos négyszög: Thomas - A.J. Langer
- Charlie és Louise, avagy a két Lotti (1. szinkron): Gyerek a TV reklámban - Theresa Longoni
- Dinkaszauruszok: Jerry - Austin O'Brien
- Lovagok: További hang
- Szonatina: Rjódzsi - Kacumura Maszanobu
- A kezdetek - A Beatles hamburgi évei: Pete Best - Scot Williams
- Papa, előbb dolgozz meg a sütiért: Moonpie - Corbin Allred
- Szerelem és semmi más: További hang
- A kukorica gyermekei 5. - A sikolyok földje: Zane - Aaron Jackson
- Buli az élet: William Lichter - Charlie Korsmo
- Egy argentin New Yorkban (1. szinkron): George - Steve Wilson
- Szerelmes Shakespeare: John Webster - Joe Roberts
- 10 dolog, amit utálok benned: További hang
- Amerikai pite: További hang
- Csapás a múltból: További hang
- Hármasban szép az élet: Bill - David Ramsey
- Kéz-őrület: Randy - Jack Noseworthy
- Mindenki a napra tör: Geeg - Jamie Draven
- Októberi égbolt: Quentin - Chris Owen
- Szabad a szerelem: Sheldon - Evan Neumann
- Szupersztár: Thomas Smith - Rob Stefaniuk
- Tea Mussolinivel: Luca - Baird Wallace
- Tíz elveszett év: Vincent Cappadora 16 évesen - Jonathan Jackson
- A gödör: Martyn Taylor - Daniel Brocklebank
- Fedőneve - Főnix: Ál Sasha
- Shaft: Malik - Bonz Malone
- Vad lovak: Rawlins - Henry Thomas
- Bízd a hackerre!: Brian Bissel - Nate Dushku
- Eredendő bűn: Pap
- Eszement Freddy: Freddy Brody - Eddie Kaye Thomas
- Húgom, nem húgom: Zahf - Zahf Paroo
- Jay és Néma Bob visszavág: További hang
- Rád vagyok kattanva: Jim Morrison - Ashton Kutcher
- A fülke: Adam - Keith Nobbs
- A lakatlan sziget kalandorai: Jacob Robinson - Andrew Lee Potts
- Antwone Fisher története: Pork Chop - Leonard Earl Howze
- Bővér szálló: További hang
- Buliszerviz: Taj Mahal Badalandabad - Kal Penn
- Carrie (1. szinkron): Billy Nolan - Jesse Cadotte
- Ikertúra: Alexander - Jason Benesh
- Mindenütt nő: Barry Lowenstein - Kevin Sussman
- Nyaralás francia módra: Julian
- Szamurájok: Nadir - Saïd Serrari
- 9 áldozat: Donny - Matthew MacCaull
- A nagy átverés: Donnie Stevens - Nick Spano
- Fekete Cadillac (2. szinkron): C.J. Longhammer - Josh Hammond
- Torremolinos 73 - Szex, hazugság, super8-as: Aksel - Jons Pappila
- A zűrhajó: További hang
- Csodálatos Júlia: Ügyelő - Max Irons
- Halálbiztos vizsga: Matty Matthews - Bryan Greenberg
- Hé, haver, nyomd a verdát!: Dime - Ryan Belleville
- Kalandférgek: Rosenberg - Eddie Kaye Thomas
- Magánürügy: Ira - Kevin Sussman
- ÖcsiKém 2. – A londoni küldetés (1. szinkron): Neville Trubshaw - Paul Kaye
- Pillangó-hatás: Tommy Miller - William Lee Scott
- Szüzet szüntess: Eli - Chris Marquette
- Tudom, mit találtál az éjjel: Stefan - Antonio Wannek
- A kör 2: További hang
- A randiguru: Raoul - Maulik Pancholy
- Ámok: Toby - Mike Vogel
- Halálos dózis (1. szinkron): Tű - Lukas Haas
- Party gimi: Bobby D - Ray Santiago
- Rejtély: Majid fia - Walid Afkir
- Rémségek könyve 3. - Véres kor: David Owens - Robert Vito
- San Fernando völgye: További hang
- Torrente 3 – A védelmező: További hang
- Vérfarkas (1. szinkron): Bo - Milo Ventimiglia
- Yamato – Öngyilkos küldetés: További hang
- A Rózsaszín Párduc: Zenei producer - Daniel Sauli
- Alpha Dog: Keith Stratten - Chris Marquette
- Borat: Kazah nép nagy fehér gyermeke menni művelődni Amerika: További hang
- Ízlésficam: További hang
- Stay Alive – Ezt éld túl! (1. és 2. szinkron): Swink - Frankie Muniz
- Szörföljetek lúzerek!: Roach - Cam Powell
- A kabalapasi: Joe - Lonny Ross
- Füstölgő Ászok: Lester Tremor - Maury Sterling
- Vérző olaj: Paul Sunday / Eli Sunday - Paul Dano
- 27 idegen igen: Trent - Maulik Pancholy
- A boldogító talán: Rövidnadrágos fickó - Kevin Sussman
- Amerikai rémálom: Julio - Jeffrey Licon
- Időlovagok (2. szinkron): Derek Beaugard - Steven R. McQueen
- Szanatórium: Dave - Kevin Sussman
- Tan-túra: Hunter - Eugene Jones III
- A kísérlet: Helweg - Travis Fimmel
- Egy különc srác feljegyzései: További hang
- Éjsötét árnyék: Fred (A Scooby-Doo, merre vagy? c. sorozatban) - Frank Welker
- Fogságban: Alex Jones / Barry Milland - Paul Dano

## Szinkronszerepei rajzfilm sorozatokban
- Scooby-Doo, merre vagy?: Fred Jones - Frank Welker
- Scooby-Doo újabb kalandjai: Fred Jones - Frank Welker
- A Scooby-Doo-show: Fred Jones - Frank Welker
- Scooby-Doo és Scrappy-Doo (1. és 2. szinkron): Fred Jones - Frank Welker
- Dragon Ball Z: Uub - Urava Megumi
- Ed, Edd és Eddy: Köbjani - David Paul Grove
- InuYasha: Hojo - Ueda Yuji
- X-Men: Evolúció: Lance Alvers / Lavina - Christopher Gray
- Mizújs, Scooby-Doo? (1. és 2. szinkron): Fred Jones - Frank Welker
- Saolin leszámolás: Jack Spicer - Danny Cooksey
- Bleach: Ayasegawa Yumichika (1. hang) - Jun Fukuyama
- Avatár – Aang legendája: Sokka (1. hang) - Jack Desena
- Bozont és Scooby-Doo: Fred Jones - Frank Welker
- Scooby-Doo: Rejtélyek nyomában: Fred Jones - Frank Welker
- Szirénázó szupercsapat: Max

## Szinkronszerepei rajzfilmekben
- Scooby-Doo Hollywoodba megy: Fred Jones - Frank Welker
- A pingvin és a csodakavics: Timmy - Kendall Cunningham
- Scooby-Doo a zombik szigetén: Fred Jones - Frank Welker
- Scooby-Doo és a boszorkány szelleme: Fred Jones - Frank Welker
- A nagy húsvéti tojásvadászat: Nyúl
- Digimon - Az igazi film: További hang
- Tom Sawyer kalandjai: Sid - Dean Haglund
- Scooby-Doo és az idegen megszállók: Fred Jones - Frank Welker
- Scooby-Doo és a virtuális vadászat: Fred Jones / Virtuális Fred - Frank Welker
- Ének a csodaszarvasról: További hang
- Scooby-Doo és a vámpír legendája: Fred Jones - Frank Welker
- Scooby-Doo és a mexikói szörny: Fred Jones - Frank Welker
- Scooby-Doo és a Loch Ness-i szörny: Fred Jones - Frank Welker
- Aloha, Scooby-Doo!: Fred Jones - Frank Welker
- Scooby-Doo és a múmia átka: Fred Jones - Frank Welker
- Scooby-Doo! Kalózok a láthatáron!: Fred Jones - Frank Welker
- Vadkaland: Colin - Colin Cunningham
- Scooby-Doo és a hószörny (2. szinkron): Fred Jones - Frank Welker
- Scooby-Doo és a Koboldkirály: Fred Jones - Frank Welker